# Ninì Grassia
Ninì Grassia, all'anagrafe Antonio Grassia (Aversa, 31 marzo 1944 – Castel Volturno, 28 febbraio 2010), è stato un regista, sceneggiatore e compositore italiano.

## Biografia
Laureato in sociologia, dal 1967 studiò al Centro sperimentale di cinematografia conseguendo il diploma in regia cinematografica e televisiva. Nel 1971 iniziò la pratica, quale assistente alla regia in alcune produzioni negli studi Rai di Napoli. Esordì nel mondo dello spettacolo suonando il pianoforte in uno dei gruppi facenti parte del "Clan" di Adriano Celentano. Nel 1970 divenne il fondatore, a Napoli, del Mondial Piper, dove scritturò complessi italiani e stranieri del momento. Organizzò, sempre a Napoli, i concerti di gruppi musicali internazionali come i Black Sabbath, i Mungo Jerry, i Soft Machine, ma anche di artisti italiani come i Pooh, Claudio Baglioni e altri.
Nel 1976 diventò agente teatrale e cinematografico, e nel 1980 iniziò la sua attività di regista: il suo primo film fu La pagella, con protagonisti Mario Trevi e Marc Porel, un poliziesco drammatico. Incontrò quindi Nino D'Angelo al Teatro Duemila, il tempio della sceneggiata napoletana.

Come scrisse sul Patalogo il critico Alberto Castellano: 
 Ninì Grassia diresse i primi tre film musicali e drammatici interpretati da Nino D'Angelo: Celebrità; L'Ave Maria e Lo studente, pellicole che riscossero un buon successo.
Nel corso del tempo Grassia si occupò in prima persona di produzione, scrittura, regia e anche delle musiche. I suoi film hanno spaziato in generi anche molto diversi tra loro, tra cui quelli erotici, con un occhio anche per il mercato estero.
Nella sua carriera realizzò e/o produsse una quarantina di film, spot pubblicitari e documentari, spesso componendo in prima persona le musiche. All'attività di regista affiancò quella di soggettista, sceneggiatore, montatore e produttore, talora anche per altri registi. In varie pellicole apparve come attore (per esempio Celebrità; Il cantante e il campione e Provocazione fatale). In almeno tre casi curò anche il montaggio.
Oltre a realizzare programmi televisivi per Rai 1 e Rai 2, Ninì Grassia riusciva a produrre, scrivere e dirigere in media un film all'anno.
Morì due giorni dopo la presentazione delle liste elettorali alle regionali 2010, nelle quali figurava tra i candidati consiglieri della regione Campania per il partito dell'UDC. Il 2 marzo, nella chiesa dell'Annunziata di Aversa, si celebrarono i funerali, tra i presenti anche Nino D'Angelo. Riposa nel locale cimitero.

### Vita privata
Era padre della regista Antonella Grassia.

## Filmografia

### Regista
- La pagella (1980)
- L'ultima volta insieme (1981)
- Celebrità (1981)
- L'Ave Maria (l'artista) (1982)
- Lo studente (1983)
- 'O surdato 'nnammurato (1983)
- Il motorino (1984)
- Il cantante e il campione (1985)
- Vacanze d'estate (1985)
- Una tenera follia (1986)

Titoli di testa di La pagella, il primo film diretto da Ninì Grassia nel 1980

- Il fascino sottile del peccato (1987)
- Una banda di matti in vacanza premio (1989)
- Via Lattea... la prima a destra (1989)
- La puritana (1989)
- Provocazione fatale (1990)
- Sensazioni d'amore (1991)
- La bambola (1991)
- Fatalità (1991)
- Agenzia cinematografica (1993)
- Una vita da sballo (1993)
- Un grande amore (1994)
- Il burattinaio (1994)
- Cercasi successo disperatamente (1994)
- Una grande voglia d'amore (1994)
- Innamorata (1995)
- Hammamet Village (1997) — inedito
- Annaré (1998)
- T'amo e t'amerò (1999)
- Cient'anne (1999)
- Italian gigolò (1999)
- Come sinfonia (2002)
- Il latitante (2003)

### Sceneggiatore
- Celebrità (1981)
- Lo studente (1983)
- Una tenera follia (1986)
- Il fascino sottile del peccato (1987)
- Una banda di matti in vacanza premio (1989)
- Via Lattea... la prima a destra (1989)
- Provocazione fatale (1990)
- Sensazioni d'amore (1991)
- Fatalita (1991)
- Agenzia cinematografica (1993)
- Una vita da sballo (1993)
- Gatta alla pari (1994)
- Attenti a noi due (1994)
- Un grande amore (1994)
- Il burattinaio (1994)
- Cercasi successo disperatamente (1994)
- Una grande voglia d'amore (1994)
- Innamorata (1995)
- Omicidio al telefono (1995)
- Legittima vendetta (1995)
- Hammamet Village (1997)
- Annaré (1998)
- T'amo e t'amerò (1999)
- Cient'anne (1999)
- Vento di primavera - Innamorarsi a Monopoli (2000)
- Come sinfonia (2002)

### Soggettista
- Una vita da sballo (1993)
- Il burattinaio (1994)
- Una grande voglia d'amore (1994)
- Vento di primavera - Innamorarsi a Monopoli (2000)
- Come sinfonia (2002)

### Compositore
- Vacanze d'estate (1985)
- Il fascino sottile del peccato (1987)
- Una banda di matti in vacanza premio (1989)
- Via Lattea... la prima a destra (1989)
- La puritana (1989)
- Provocazione fatale (1990)
- Sensazioni d'amore (1991)
- La bambola (1991)
- Agenzia cinematografica (1993)
- Una vita da sballo (1993)
- Gatta alla pari (1994)
- Un grande amore (1994)
- Il burattinaio (1994)
- Cercasi successo disperatamente (1994)
- Una grande voglia d'amore (1994)
- Un grande amore (1994)
- Innamorata (1995)
- Omicidio al telefono (1995)
- Legittima vendetta (1995)
- Italian gigolò (1999)
- Come sinfonia (2002)
- Il latitante (2003)

### Attore
- L'ultima volta insieme (1981)
- Celebrità (1981)
- L'ave maria (1982)
- Il cantante e il campione (1985)
- Il fascino sottile del peccato (1987)
- La puritana (1989)
- Provocazione fatale (1990)
- Sensazioni d'amore (1991)
- La bambola (1991)
- Italian gigolò (1999)

### Produttore
- Gatta alla pari (1994)
- Attenti a noi due (1994)
- Aitanic (2000) - produttore esecutivo (non accreditato)

### Montatore
- La puritana (1989)
- La bambola (1991)
- Come sinfonia (2002)